# Luke Combs
Luke Albert Combs (Charlotte, 2 marzo 1990) è un cantante statunitense.

## Discografia

### Album in studio
- 2017 – This One's for You
- 2019 – What You See Is What You Get
- 2022 – Growin' Up
- 2023 – Gettin' Old
- 2024 - Fathers & Sons

### EP
- 2014 – The Way She Rides
- 2014 – Can I Get an Outlaw
- 2015 – This One's for You
- 2019 – The Prequel

### Singoli
- 2016 – Hurricane
- 2017 – When It Rains It Pours
- 2018 – One Number Away
- 2018 – She Got the Best of Me
- 2018 – Beautiful Crazy
- 2019 – Beer Never Broke My Heart
- 2019 – Even Though I'm Leaving
- 2020 – Does to Me (con Eric Church)
- 2020 – Lovin' on You
- 2020 – Better Together
- 2021 – Forever After All
- 2021 - Cold as You
- 2021 – Doin' This
- 2022 – The Kind of Love We Make
- 2022 – Going, Going, Gone
- 2023 – Love You Anyway

### Raccolte
- 2020 - The Trilogy

## Premi
- Grammy Awards
  - 2019: "Best New Artist"
- iHeartRadio Music Awards
  - 2018: "New Country Artist of the Year"
  - 2019: "Country Artist of the Year"
- Country Music Association Awards
  - 2018: "New Artist of the Year"
  - 2019: "Male Vocalist of the Year", "Song of the Year" (per Beautiful Crazy)
- CMT Music Awards
  - 2019: "CMT Performance of the Year" (con Leon Bridges)
- Billboard Music Awards
  - 2019: "Top Country Artist", "Top Country Male Artist", "Top Country Album" (per This One's For You)